# Ceahari, Huseatîn
Ceahari (în ucraineană Чагарі) este un sat în comuna Koțiubînți din raionul Huseatîn, regiunea Ternopil, Ucraina.

## Demografie
Componența lingvistică a localității Ceahari
     Ucraineană (99,28%)
     Alte limbi (0,36%)
Conform recensământului din 2001, majoritatea populației localității Ceahari era vorbitoare de ucraineană (99,28%), existând în minoritate și vorbitori de alte limbi.